# 清水祥之
清水 祥之（しみず よしゆき、1969年11月21日 - ）は、日本の元スピードスケート選手。 カルガリーオリンピック代表。現在はスピードスケートコーチである。群馬県群馬郡榛名町（現・高崎市）出身。群馬県立榛名高等学校、日本大学卒業。

## 経歴
1988年、群馬県立榛名高等学校3年でカルガリーオリンピック代表に選出される。これは、男子選手としては1952年のオスロオリンピックに五味芳保が出場して以来36年ぶり2人目の高校生代表であり、話題を集めた。カルガリーオリンピックではスピードスケート男子1500mと5000mに出場した。同郷の黒岩宗久・黒岩康志とともにメダル獲得が期待されたが、重圧に屈し、1500m 22位、5000m 32位に終わった。オリンピック後、日本大学に進学した。1989年、全日本学生選手権で5000mと10000mの2種目制覇を達成。その後引退し、現在は伊香保スケートセンターで後進の指導にあたっている。現役時は、眉の太い好男子ぶりでスケート界のプリンスと呼ばれた。